# Арайса, Франсиско
Франси́ско Ара́йса (исп. Francisco Araiza, род. 4 октября 1950, Мехико, Мексика) — мексиканский оперный певец (тенор). Прославился как лирический тенор в операх Моцарта, Россини, Доницетти, но с возрастом стал исполнять и более драматичный репертуар (например, Альваро в «Силе судьбы», Лоэнгрин в опере Вагнера). Каммерзенгер Венской государственной оперы (1988).

## Биография
Родился в семье оперного певца и хормейстера. Дебютировал на сцене в 1970 году в роли заключённого в опере «Фиделио». В 1974 году исполнил свою первую крупную партию — в оратории «Сотворение мира» Гайдна. До 1977 года базировался в Карлсруэ.
Начиная с 1977 года выступал преимущественно в Цюрихском оперном театре, но часто появлялся и на более знаменитых площадках (в том числе 54 раза — на сцене Метрополитен-оперы в Нью-Йорке). В 1980-е годы считался одним из ведущих лёгких теноров (di grazia) мира. Не раз получал премию «Золотой Орфей». Среди известнейших записей — партии Тамино (дирижёр Караян, Deutsche Grammophon) и Альмавивы (дирижёр Марринер, Philips).
В 1990-е годы попытки Арайсы освоить вагнеровский репертуар удостаивались порой резких отзывов (например, И. Курейши характеризовал его как «бесхарактерного тенора с тонким невыразительным голосом и постоянно напряженными верхами»). С начала XXI века Арайса выступал преимущественно в концертах.
С 2003 года преподаёт в Штутгартской консерватории. В 2011 году по случаю 40-летия творческой деятельности удостоен мексиканским правительством Золотой медали искусств. От двух браков имеет двух сыновей и двух дочерей.